# ヨンチェ・フリストフスキ
ヨンチェ・フリストフスキ（マケドニア語: Јонче Христовски 1931年 - 2000年4月15日）はマケドニアの歌手、民族音楽の作曲家。そのキャリアを通じて、卓越した表現者にして優れた歌手として民衆の間で特別な評判を得た。1964年に作曲された「Makedonsko Devojče」が代表曲である。
マケドニア国立タネツ民族舞踊団の振付師として、"Mariovska Tresenica"などの舞踊の振付を開発、創作した。
マケドニア国営テレビが制作した番組のディレクターも務めた。TVスコピエ（TVS）の民族音楽担当責任者として、TVSの最も重要な企画のひとつであるシリーズ「歌われた都市」（1974年）を開始。

## 代表曲
フリストフスキの作品には、マケドニア民謡の独特なサウンドとリズムが反映されており、歌詞は人生や歌、愛そして強いマケドニア愛国精神が溢れている。
彼の作品の中で、特に有名なものは以下の通り。
- Makedonsko devojče
- Edno ime imame
- Živote moj
- Aj zasvirete mi čalgii
- Zapej pesna makedonska
- Moj roden kraj
- I nie sme deca na Makedonija
- Ako umram il zaginam

いずれの曲も印象的で記憶に残るものであり、今日に至るまで、マケドニア国民の間で一種の国歌として親しまれている。
中でも"Makedonsko devojče"（マケドニアの少女）は世界的にも有名であり、英語、ドイツ語、デンマーク語、イタリア語、ロシア語、セルビア語、フランス語、スペイン語にカバーされている。